# Asplenium bicuspe
Asplenium bicuspe là một loài dương xỉ trong họ Aspleniaceae. Loài này được Hayata mô tả khoa học đầu tiên năm 1914.
Danh pháp khoa học của loài này chưa được làm sáng tỏ. 